# 1704
- Wikisource

| Calendário gregoriano                                                        | 1704 MDCCIV                         |
| Ab urbe condita                                                              | 2457                                |
| Calendário arménio                                                           | 1153 – 1154                         |
| Calendário bahá'í                                                            | -140 – -139                         |
| Calendário budista                                                           | 2248                                |
| Calendário chinês                                                            | 4400 – 4401 Início a 5 de fevereiro |
| Calendário copta                                                             | 1420 – 1421                         |
| Calendário etíope                                                            | 1696 – 1697                         |
| Calendários hindus - Vikram Samvat - Calendário nacional indiano - Cáli Iuga | 1759 – 1760 1625 – 1626 4804 – 4805 |
| Calendário Holoceno                                                          | 11704                               |
| Calendário islâmico                                                          | 1116 – 1117                         |
| Calendário judaico                                                           | 5464 – 5465                         |
| Calendário persa                                                             | 1082 – 1083                         |
| Calendário rúnico                                                            | 1954                                |
| Calendário solar tailandês                                                   | 2247                                |

1704 (MDCCIV, na numeração romana) foi um ano bissexto do século XVIII do actual Calendário Gregoriano, da Era de Cristo, e as suas letras dominicais foram  F e E (52 semanas), teve início a uma terça-feira e terminou a uma quarta-feira.
| Ano completo                          |
| ------------------------------------- |
| Ano bissexto com início à terça-feira |

## Eventos
- Fim do reinado de Ngawang Tshering, Desi Druk do reino do Butão.
- Início do reinado de Umdze Peljor, Desi Druk do reino do Butão.
- Surto epidémico na ilha do Faial, Açores que causa muitas mortes.

### Abril
- 24 de abril - Publicado o primeiro jornal regular das Treze Colônias em Boston, chamado The Boston News-Letter.

### Agosto
- 13 de Agosto - Batalha de Blenheim, entre as tropas anglo-austríacas e as franco-bávaras
- Uma força Anglo-Neerlandesa, liderada por Sir George Rooke, Captura Gibraltar a Espanha

### Dezembro
- 4 de Dezembro - Fundação da cidade histórica de Santa Bárbara, no interior de Minas Gerais.

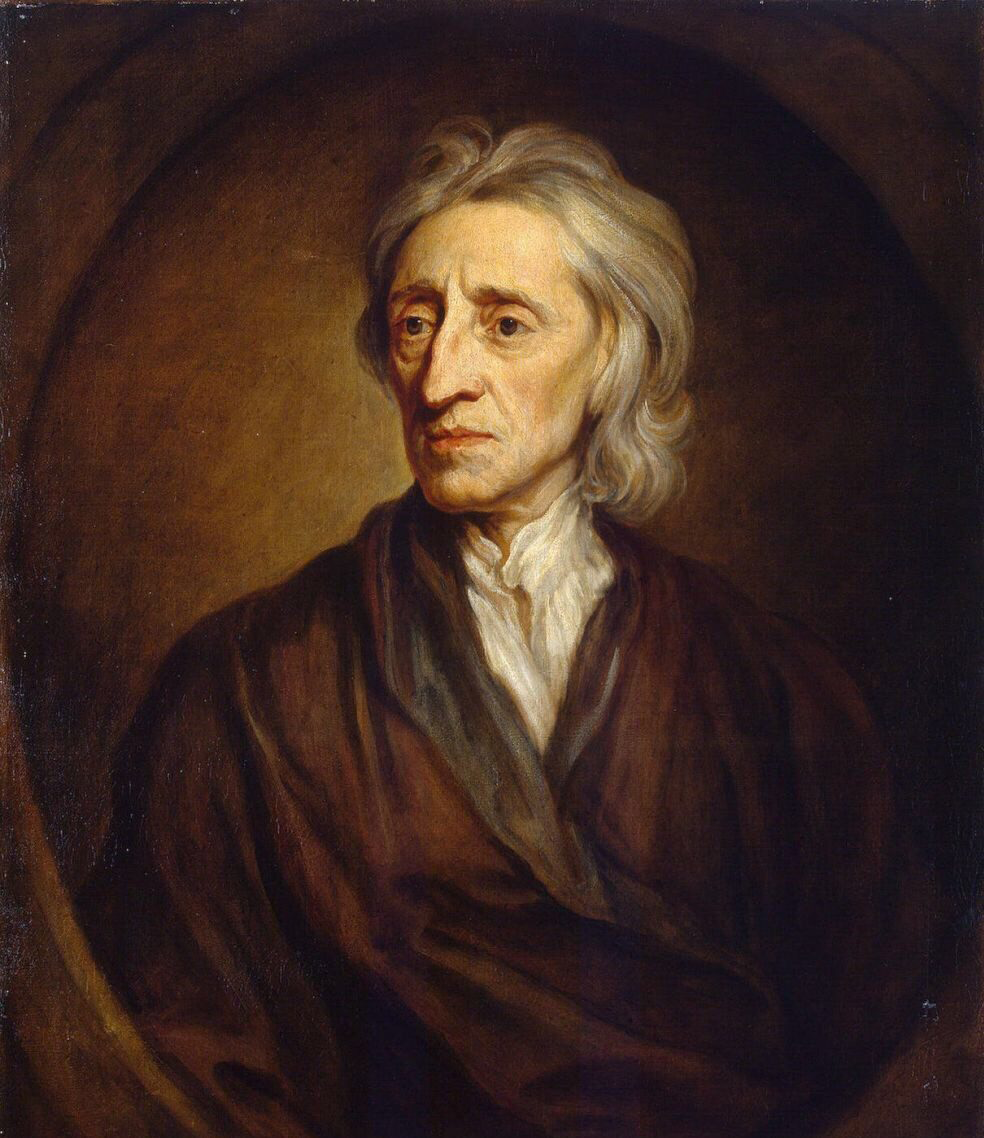
Retrato de John Locke. Pintura a óleo de Godfrey Kneller. Grã-Bretanha.

## Nascimentos
- Janeiro - D. Frei Lourenço de Santa Maria e Melo, arcebispo português (m. 1783)

## Mortes
- 2 de Fevereiro - Guillaume François Antoine, Marquês de l'Hôpital, matemático francês (n. 1661)
- 12 de Abril - Jacques-Bénigne Bossuet, teólogo francês, teorizador do absolutismo.
- 28 de Outubro - John Locke, filósofo inglês (n. 1632)